# دانیل میناهان
دانیل میناهان (انگلیسی: Daniel Minahan؛ زادهٔ ۳۰ نوامبر ۱۹۶۲) یک کارگردان فیلم و نویسنده اهل ایالات متحده آمریکا است. 
از فیلم‌ها یا مجموعه‌های تلویزیونی که وی در آن‌ها نقش داشته‌است می‌توان به من به اندی وارهول شلیک کردم، بازی تاج‌وتخت، ددوود، شش فوت زیر زمین، میهن، داستان جنایی آمریکایی و سوار بر اسب‌های تندرو اشاره نمود.